# Grzegorz Chodkiewicz
Grzegorz Chodkiewicz, (en lituanien : Grigalius Chodkevičius) (1513-12 novembre 1572), est un magnat de Pologne-Lituanie, membre de la famille Chodkiewicz (en), grand hetman de Lituanie (1566-1572).

## Mariage et descendance
Vers 1537, Grzegorz Chodkiewicz épouse Katarzyna Wisniowiecka qui lui donne cinq enfants:
- André (né en 1549), staroste de Moguilev (1574–1575).
- Aleksandre (né en 1550), marié à Aleksandra, fille de Wasyl Tyszkiewicz
- Anne, mariée à Paweł Jan Sapieha, grand heman de Lituanie, puis à Pawel Pac (pl), castellan de Vilnius
- Sophie, mariée à Janusz Zasławski puis à Filon Kmita Czernobylski (pl), voïvode de Smolensk
- Aleksandra, mariée à Roman Sanguszko, voïvode de Bratslav, heman de Lituanie

## Sources
- Notices d'autorité :   - VIAF
  - ISNI
  - GND
  - Pologne
  - NUKAT

- (en) Cet article est partiellement ou en totalité issu de l’article de Wikipédia en anglais intitulé « Hrehory Chodkiewicz » (voir la liste des auteurs).